# Pierwszy Marszałek Imperium

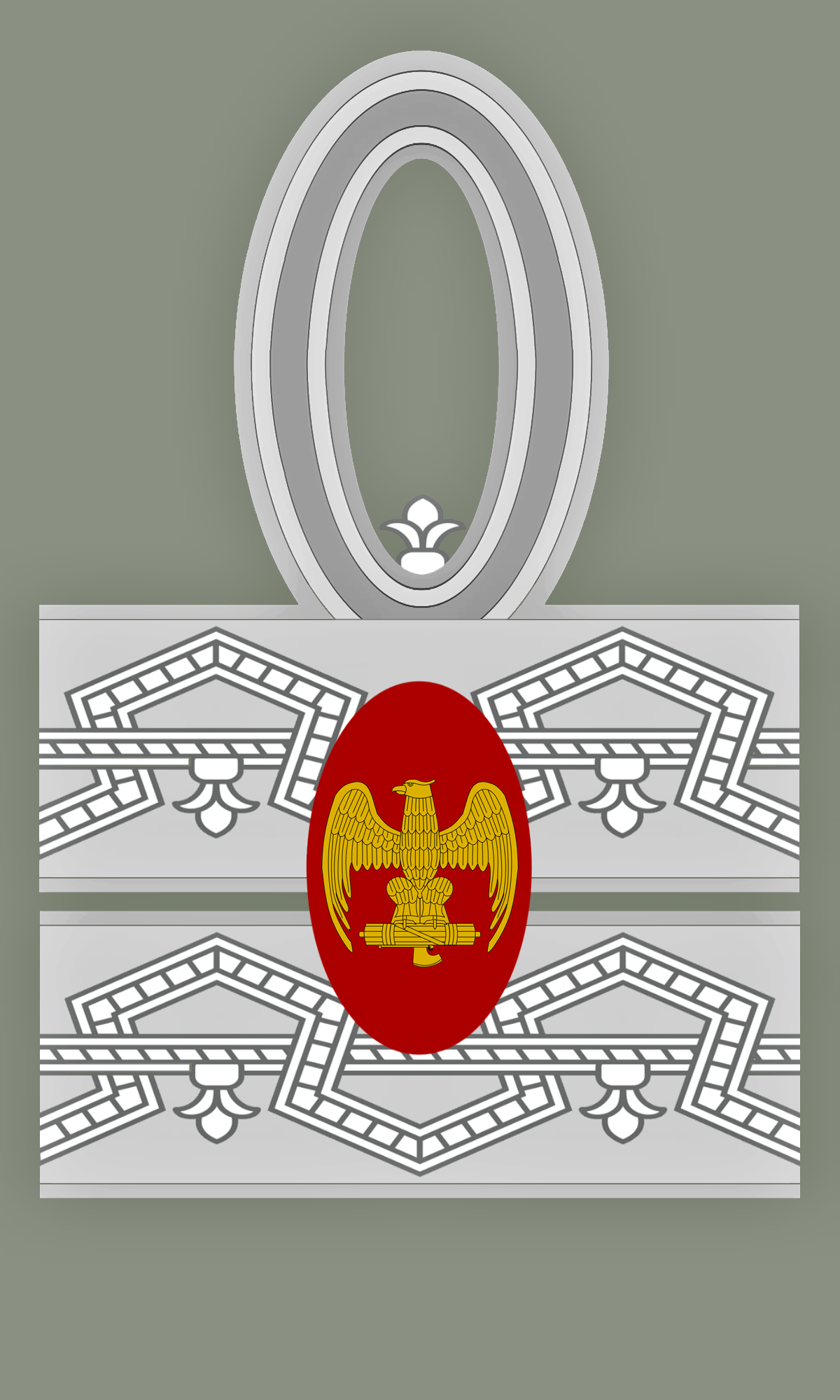
Insygnium Pierwszego Marszałka Imperium obowiązujące w 1940 roku

Pierwszy Marszałek Imperium (wł. Primo maresciallo dell’Impero) – istniejący w latach 1938–1945 najwyższy stopień wojskowy w armii Królestwa Włoch. Stopień utworzono w miejsce dotychczas najwyższej rangi we włoskiej armii – marszałka Włoch (wł. Maresciallo d’Italia) – na mocy ustawy włoskiego parlamentu 2 kwietnia 1938 roku jednocześnie dla premiera, a de facto faszystowskiego dyktatora Benita Mussoliniego i dla króla Wiktora Emanuela III. U podstaw utworzenia stopnia leżała przejawiana przez Mussoliniego po zakończonej sukcesem wojnie włosko-abisyńskiej zazdrość o posiadany przez Wiktora Emanuela III tytuł naczelnego dowódcy sił zbrojnych. Poprzez stworzenie nowej najwyższej rangi wojskowej Mussolini chciał wykreować rzekomą równość między sobą a monarchą. Stopień został zniesiony po II wojnie światowej.